# Erasmus Montanus
Erasmus Montanus är en pjäs (komedi) från 1723 av den dansk-norske författaren och dramatikern Ludvig Holberg. 
Pjäsen handlar om den unge Rasmus Berg som flyttar till Köpenhamn där han börjar studera, blir upplyst och istället tar sig det latinskklingande namnet Erasmus Montanus. Då han åker tillbaka till sin barndomsby möts han av fördomar och okunnighet men uppträder också själv uppblåst och uppläxande. Holberg vill med pjäsen ge både de obildade bönderna och de överbelästa storstadsmänniskorna en morallektion.

## Rollista
- Erasmus Montanus / Rasmus Berg
- Jeppe Berg, hans far
- Nille, hans mor
- Jacob, hans bror
- Lisbed, hans trolovade
- Jeronimus, hennes far
- Magdelone, hennes mor
- Per Degn, byns klockare
- Jesper Rigefogd
- En löjtnant